# Vitis acerifolia
Vitis acerifolia är en vinväxtart som beskrevs av Constantine Samuel Rafinesque. Vitis acerifolia ingår i släktet vinsläktet, och familjen vinväxter. Inga underarter finns listade i Catalogue of Life.